# Patent lutowy

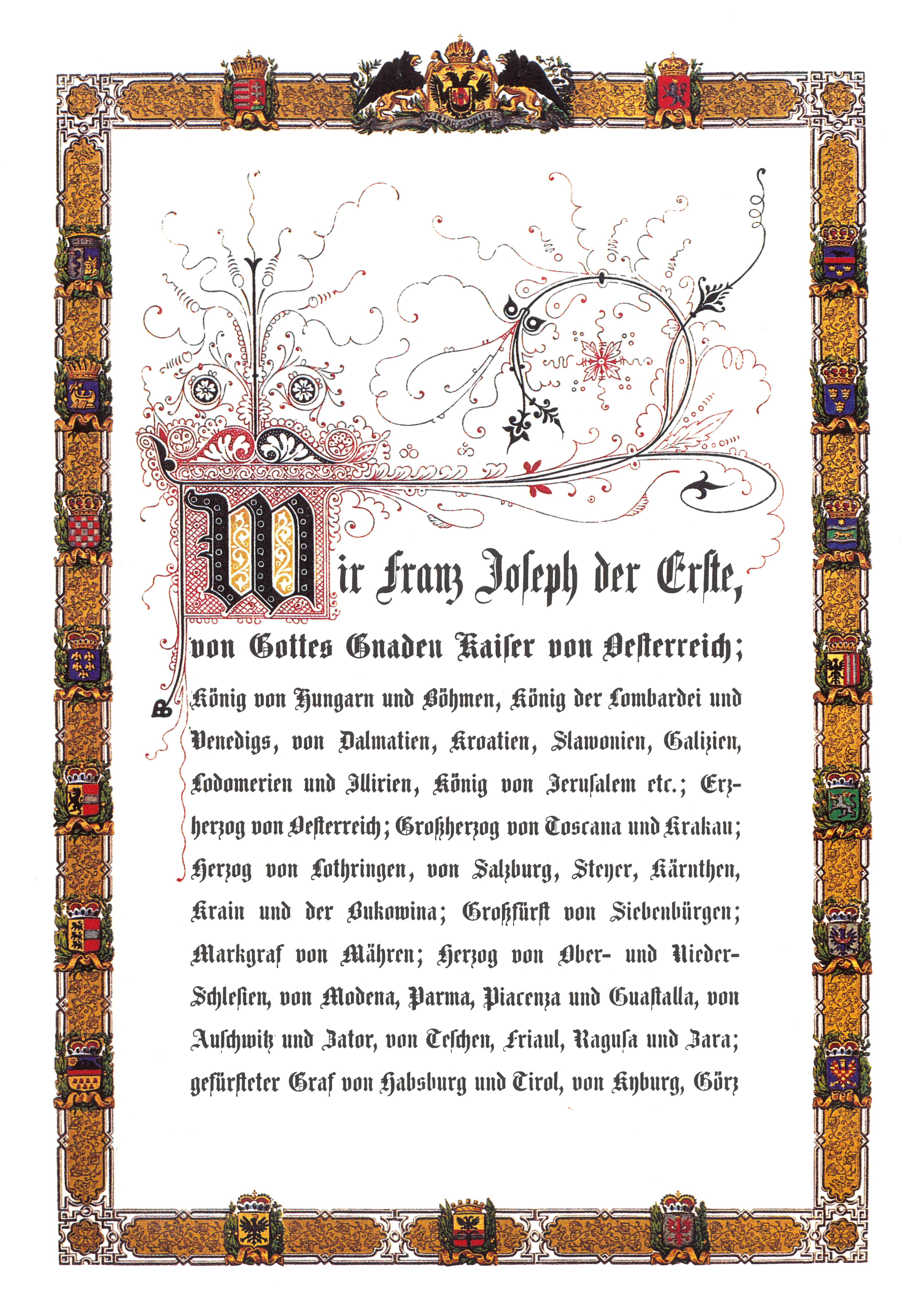
Strona tytułowa

Patent lutowy (niem. Februarpatent) – konstytucyjny akt prawny wydany 26 lutego 1861 roku przez Franciszka Józefa I, cesarza Austrii.
Choć patent lutowy formalnie stanowił normę wykonawczą do wydanego kilka miesięcy wcześniej Dyplomu październikowego – opracowany przez Antoniego Schmerlinga, zwolennika centralizacji państwa – w praktyce był odrębnym dokumentem, drastycznie zmieniającym ustalony w Dyplomie ustrój państwa. Kompetencje sejmów krajowych zostały zmniejszone, natomiast większość zadań powierzono dwuizbowej Radzie Państwa (niem. Reichsrat). Zgodnie z Dyplomem październikowym sejmy krajowe miały w swych kompetencjach wszelkie sprawy niezastrzeżone Radzie Państwa, tymczasem Patent lutowy odwrócił tę zasadę: kompetencje sejmów krajowych zostały ściśle określone (ograniczenie to wzmocniły wydane równocześnie ordynacje sejmowe). Pozostawały im tylko sprawy tak zwanej „kultury krajowej” (niem. Landeskultur), pojmowane w znaczeniu ekonomicznym, oraz sprawy delegowane im przez ustawodawstwo państwowe w wyraźnie określonych ramach. 
Rada Państwa składała się z Izby Panów (niem. Herrenhaus) oraz Izby Posłów (niem. Abgeordnetenhaus). Do Izby Panów wchodzili członkowie domu cesarskiego, arcybiskupi, biskupi z tytułem książęcym, a także powoływani przez cesarza przedstawiciele rodów szlacheckich oraz zasłużeni politycy, duchowni, ludzie nauki i sztuki. W Izbie Posłów mieli zasiadać posłowie oddelegowani przez Sejmy Krajowe (do roku 1873, kiedy w miejsce delegacji wprowadzono kurialne wybory). Obie Izby miały stanowisko równorzędne: ustawy wymagały ich zgody, podejmowanej większością głosów, a następnie sankcji cesarskiej. Rada Państwa mogła obradować jako pełna (obejmująca całość państwa) lub jako ściślejsza (z wyłączeniem posłów z krajów węgierskich, o ile sprawy nie dotyczyły tych krajów).
Sejmy krajowe były równorzędne z Radą Państwa w przyznanym sobie zakresie ustawodawstwa, równorzędne także wobec siebie. Były to organy jednoizbowe, ale składały się z dwóch rodzajów reprezentantów: wirylistów, zasiadających w Sejmach z racji piastowanej godności (arcybiskupów i biskupów obrządków katolickich, rektorów publicznych uczelni wyższych - uniwersytetów, politechnik, etc., kierowników instytucji naukowych - jak np. prezes Polskiej Akademii Umiejętności w Krakowie) oraz z posłów. 
Prawo wyborcze do sejmów krajowych było ograniczone (cenzus majątkowy). Wyborcy podzieleni zostali na cztery w kurie:
- kurię wielkiej własności ziemskiej (reprezentującą arystokrację i ziemian)
- kurię izb przemysłowo-handlowych (reprezentującą kupców i przemysłowców)
- kurię miast większych (reprezentującą zamożne mieszczaństwo, inteligencję i urzędników)
- kurię reszty gmin (reprezentującą zamożniejszych mieszkańców miasteczek i wsi)

Przydział mandatów poszczególnym kuriom był tak pomyślany, aby zapewnić przewagę wielkim właścicielom ziemskim, to jest dawnej szlachcie. Najubożsi mieszkańcy miast i wsi, wobec wysokiego cenzusu majątkowego, pozbawieni byli prawa wyborczego. Nie miały go też kobiety.
Patent lutowy od poprzednich konstytucji austriackich wyróżniał fakt, że faktycznie został on wprowadzony w życie. Rada Państwa nie została jednak obsadzona przez Węgrów, a dodatkowo w 1863 r. swoich delegatów wycofali Czesi. W konsekwencji Patent lutowy został manifestem cesarskim z 20 września 1865 r. zawieszony, a po dwóch latach zastąpiony tzw. konstytucją grudniową.

## Literatura
- O. Balzer, Historya ustroju Austryi w zarysie, Lwów 1899, s. 487-491.